# Битетто
Битетто (итал. Bitetto) — коммуна в Италии, располагается в регионе Апулия, в провинции Бари.
Население составляет 11 351 человек (2008 г.), плотность населения составляет 320 чел./км². Занимает площадь 35 км². Почтовый индекс — 70020. Телефонный код — 080.
Покровителями коммуны почитаются Архангел Михаил, Пресвятая Богородица и Beato Giacomo, празднование 29 сентября и первое воскресение сентября.

## Демография
Динамика населения:

## Администрация коммуны
- Официальный сайт: http://www.comune.bitetto.ba.it/